# 10985 Feast
10985 Feast (4017 T-3) là một tiểu hành tinh vành đai chính.